# Owen Peak
Owen Peak är en bergstopp i Antarktis. Den ligger i Västantarktis. Argentina, Chile och Storbritannien gör anspråk på området. Toppen på Owen Peak är 1 330 meter över havet, eller 29 meter över den omgivande terrängen. Bredden vid basen är 1,5 km.
Terrängen runt Owen Peak är huvudsakligen kuperad. Trakten är obefolkad. Det finns inga samhällen i närheten.